# Kwangali
Los kwangali son el mayor subgupo de los kavango, una etnia del noreste de Namibia y sudeste de Angola. Su número se estima en unas 84 000 personas, de las cuales unas 73 000 viven en Namibia, y unos 11 000 en la región de Cuando-Cubango en Angola.
Siendo el subgrupo mayoritario entre los kavango, generalmente miembros de esta tribu desempeñan los cargos políticos de mayor responsabilidad en Kavango, una de las 13 regiones administrativas de Namibia.
Aun cuando los jefes son tradicionalmente hombres, el sistema social es matriarcal.
Los kwangali hablan el RuKwangali, que es el único idioma de los kavango que tiene escritura.